# Morville-sur-Seille
Morville-sur-Seille település Franciaországban, Meurthe-et-Moselle megyében. Lakosainak száma 167 fő (2022. január 1.). Morville-sur-Seille Cheminot, Atton, Éply, Lesménils és Port-sur-Seille községekkel határos.

## Népesség
A település népességének változása:
| Lakosok száma | 146  | 110  | 107  | 121  | 136  | 148  | 147  | 151  | 153  | 167  |
|               | 1968 | 1982 | 1990 | 2006 | 2013 | 2015 | 2017 | 2019 | 2020 | 2022 |